# Zatory (gmina)
Zatory – gmina wiejska w województwie mazowieckim, w powiecie pułtuskim. W latach 1975–1998 gmina położona była w województwie ostrołęckim.
Siedziba gminy to Zatory.
Według danych za rok 2017 gminę zamieszkiwało 4835 osób. Natomiast według danych z 31 grudnia 2019 roku gminę zamieszkiwało 4849 osób.

## Struktura powierzchni
Według danych z roku 2002 gmina Zatory ma obszar 121,62 km², w tym:
- użytki rolne: 60%
- użytki leśne: 32%

Gmina stanowi 14,68% powierzchni powiatu.

## Demografia

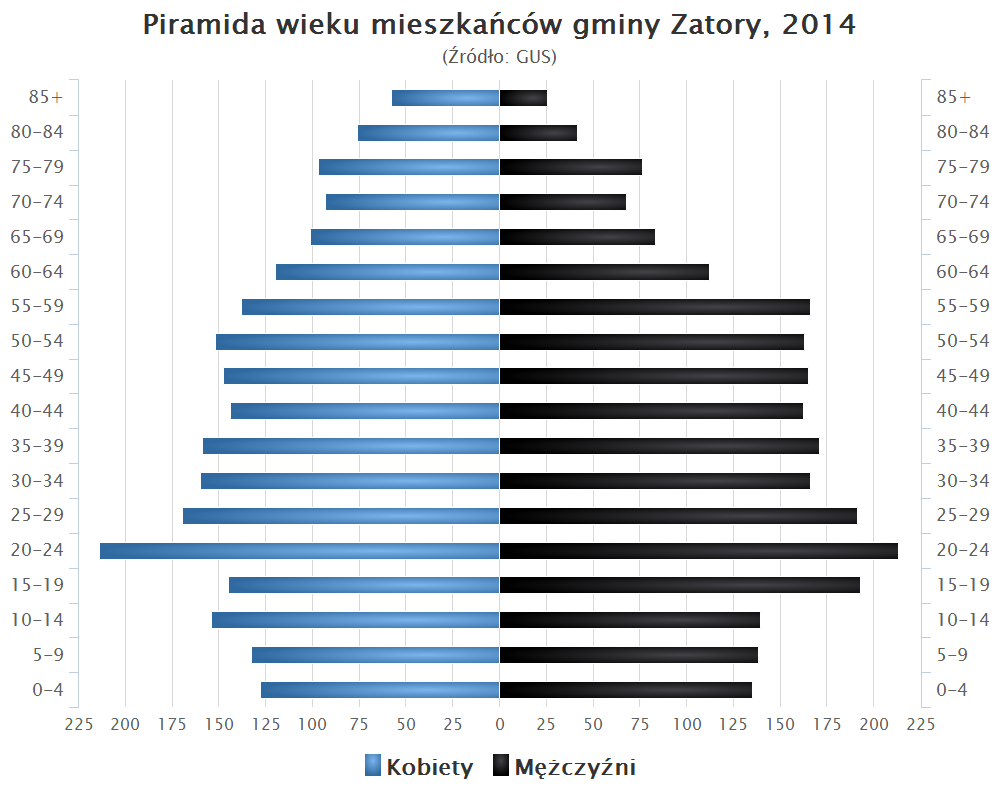
Piramida wieku mieszkańców gminy Zatory w 2014 roku

## Sołectwa
Borsuki-Kolonia, Burlaki, Cieńsza, Ciski, Dębiny, Drwały, Gładczyn, Gładczyn Rządowy, Gładczyn Szlachecki, Kopaniec, Kruczy Borek, Lemany, Lutobrok, Lutobrok-Folwark, Mierzęcin, Mystkówiec-Kalinówka, Mystkówiec-Szczucin, Nowe Borsuki, Pniewo, Pniewo-Kolonia, Przyłubie, Stawinoga, Śliski, Topolnica, Wiktoryn, Wólka Zatorska, Zatory.
Miejscowości podstawowe bez statusu sołectwa:
Borsuki-Gajówka, Gładczyn Rządowy, Holendry, Kępa Zatorska-Gajówka, Kępa Zatorska, Łęcino, Malwinowo, Pniewo-Gajówka, Pniewo-Leśniczówka, Stawinoga-Leśniczówka, Stawinoga-Rybakówka, Wielęcin, Wólka Zatorska-Gajówka

## Sąsiednie gminy
Obryte, Pokrzywnica, Pułtusk, Rząśnik, Somianka, Serock